# Praia dos Açores

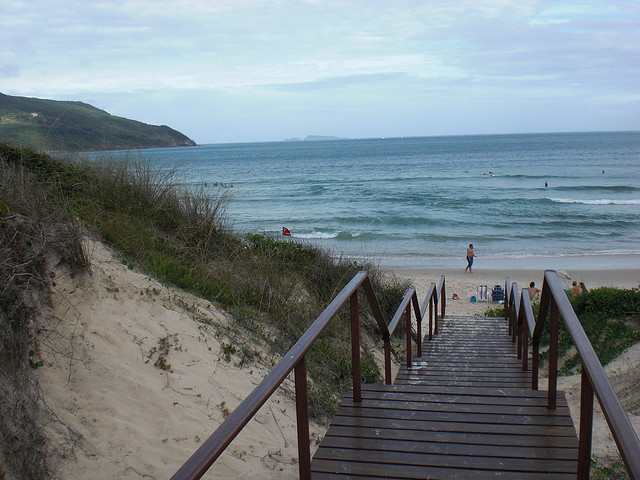

Praia dos Açores é uma praia brasileira situada na cidade de Florianópolis, no estado de Santa Catarina.
Localiza-se a, aproximadamente, 30 km do Centro, no meio das praias da solidão e do Pântano do Sul.
O acesso é possível através de uma avenida asfaltada. A praia tem estacionamento perto e possui um centro residencial, que se localiza a cerca de 2 km do Pântano do Sul, onde se pode encontrar o porto da vila dos pescadores.
A praia possui algumas trilhas ecológicas em meio à Mata Atlântica preservada. Da praia com faixa de areia clara, podem ver-se as Ilhas Três Irmãs e a Moleques do Sul.